# Heartache Every Moment
Heartache Every Moment / Close to the Flame — дві пісні, що вийшли у вигляді подвійного синглу з альбому Deep Shadows and  Brilliant Highlights фінської рок-групи HIM в 2002 році. Це був перший і єдиний подвійний сингл гурту. «Heartache Every Moment» також вийшов окремим синглом в Фінляндії, але під іншою альбомною обкладинкою. Відеокліпи були відзняті наприкінці 2001 року.

## Список композицій
Німецький та фінський CD-сингл/EP
1. «Heartache Every Moment»
2. «Close to the Flame»
3. «Salt in Our Wounds» (Acoustic version)
4. «In Joy and Sorrow» (Acoustic version)
5. «Pretending» (Acoustic version)
6. «Heartache Every Moment» (Acoustic version)
7. «Close to the Flame» (Acoustic version)
8. «Enhanced Section»:
  - Heartache Every Moment (Видео) 
  - Close to the Flame (Видео)

Німецько-фінське видання
1. «Heartache Every Moment»
2. «Close To The Flame»
3. «Salt In Our Wounds» (Acoustic Version)

## Чарти
| Чарт                  | Позиція |
| --------------------- | ------- |
| Finnish Singles Chart | 2       |
| Swiss Singles Chart   | 88      |

## Додатково
- На обидві пісні були зняті кліпи, що містять витяги з живих виступів групи HIM.